# Eric D. Weitz
Eric David Weitz (geboren 15. Juni 1953 in New York City; gestorben 1. Juli 2021 in Princeton, New Jersey) war ein US-amerikanischer Historiker.

## Leben
Weitz studierte an der State University of New York at Binghamton und machte 1974 einen B.A. Anschließend studierte er an der Boston University mit einem M.A. 1976 in Modern European History und wurde 1980 mit der Dissertation Conflict in the Ruhr. Workers and Socialist Politics in Essen, 1910–1925 bei Hans Mommsen an der Ruhr-Universität Bochum promoviert.
Weitz wurde Lecturer an der Southern Illinois University Carbondale und von 1991 bis 1999 Assistant Professor und Associate Professor am St. Olaf College. Weitz ging danach als Associate Professor an die University of Minnesota und wurde dort 2003 Professor. Ab 2012 lehrte er Geschichte am City College of New York und am Graduate Center der City University of New York (CUNY). Weitz war Mitglied der American Historical Association, der International Association of Genocide Scholars, des International Network of Genocide Scholars, der Conference Group on Central European History, der German Studies Association und der American Association for the Advancement of Slavic Studies.
Weitz war ab 1974 mit Carol Hunt verheiratet; das Paar hatte zwei Söhne. 2011 heiratete er Brigitta van Rheinberg, seine langjährige Redakteurin bei Princeton University Press.

## Schriften (Auswahl)
- mit Nicholas N. Kozlov (Hrsg.): Nikolai Ivanovich Bukharin. A Centenary Appraisal. New York: Praeger, 1990.
- Popular Communism. Political Strategies and Social Histories in the Formation of the German, French, and Italian Communist Parties, 1919–1948. Western Societies Program Occasional Paper number 31. Ithaca: Cornell University Institute for European Studies, 1992.
- Creating German Communism, 1890–1990. From Popular Protests to Socialist State. Princeton: Princeton University Press, 1997.
- mit David E. Barclay (Hrsg.): Between Reform and Revolution. Studies in German Socialism and Communism from 1840 to 1990. Providence and Oxford: Berghahn Publishers, 1998.
- A Century of Genocide. Utopias of Race and Nation. Princeton: Princeton University Press, 2003, 2015.
- mit Angelica Fenner (Hrsg.): Fascism and Neofascism. Critical Writings on the Radical Right in Europe. London: Palgrave, 2004.
- Weimar Germany. Promise and Tragedy. Princeton: Princeton University Press, 2007.
- mit Omer Bartov (Hrsg.): Shatterzone of Empires. Coexistence and Violence in the German, Habsburg, Russian, and Ottoman Borderlands. Bloomington: Indiana University Press, 2013, ISBN 978-0-253-00635-6.
- A World divided. The global struggle for human rights in the age of nation-states. Princeton: Princeton University Press, 2019.